# Rhynchospora heterochaeta
Rhynchospora heterochaeta är en halvgräsart som beskrevs av Stanley Thatcher Blake. Rhynchospora heterochaeta ingår i släktet småag, och familjen halvgräs. Inga underarter finns listade i Catalogue of Life.